# Turbo (Turbinidae)
Turbo là một chi ốc biển lớn có mang và nắp, thuộc họ Turbinidae. Chúng cũng là chi điển hình của họ này.

## Mô tả
Vỏ của các loài trong chi này ít nhiều có hình xoắn ốc, dày, khoảng 20–200 mm. Loài Turbo đầu tiên được tìm thấy ở thời kỳ trước kỷ Phấn trắng, khoảng 100 triệu năm trước.

## Phân loại
Theo Alf et al.  chi Turbo được chia thành 16 phân chi gần. Số loài còn sống được biết đến trong chi Turbo là 66, cộng với 5 phân loài.

## Các loài
Các loài trong chi này bao gồm
- Turbo acutangulus Linnaeus, 1758 (taxon inquirendum)
- Turbo albofasciatus Bozzetti, 1994
- Turbo angelvaldesi Ortea & Espinosa, 1996
- Turbo argyrostomus Linnaeus, 1758
- Turbo artensis Montrouzier, 1860
- Turbo bozzettiana Bozzetti, 2011
- Turbo bruneus (Röding, 1798)
- Turbo cailletii P. Fischer & Bernardi, 1856
- Turbo canaliculatus Hermann, 1781
- Turbo castanea Gmelin, 1791
- † Turbo chevalieri Magne & Vergneau-Saubade, 1971
- Turbo chrysostomus Linnaeus, 1758
- Turbo cidaris Gmelin, 1791
- Turbo cornutus Lightfoot, 1786
- Turbo crassus W. Wood, 1828
- Turbo debesi Kreipl & Alf, 2000
- † Turbo embergeri Magne & Vergneau-Saubade, 1971
- Turbo euthymi Jousseaume, 1881
- Turbo excellens G. W. Sowerby III, 1914
- Turbo exquisitus Angas, 1877
- † Turbo fakaauensis Tröndlé & Letourneux, 2012
- † Turbo faurei Magne & Vergneau-Saubade, 1971
- † Turbo fittoni Basterot, 1825
- Turbo fluctuosus W. Wood, 1828
- Turbo funiculosus Kiener, 1848
- Turbo gemmatus Reeve, 1848
- † Turbo grangensis Pritchard, 1909
- † Turbo granulosus (Grateloup, 1827)
- Turbo gruneri Philippi, 1846
- Turbo haraldi Robertson, 1957
- Turbo haynesi (Preston, 1914)
- Turbo heisei Prado, 1999
- Turbo heterocheilus Pilsbry, 1888
- Turbo histrio Reeve, 1848
- † Turbo histrioides Kase, Tomida, Inoue & Kadota, 2020
- Turbo hosodai Tomida & Kadota, 2014
- Turbo imperialis Gmelin, 1791
- Turbo intercostalis Menke, 1846
- † Turbo ishidai Tomida, Sano & Kase, 2021
- † Turbo izuensis Kase, Tomida, Inoue & Kadota, 2020
- Turbo japonicus Reeve, 1848
- Turbo jonathani Dekker, Moolenbeck & Dance, 1992
- Turbo jourdani Kiener, 1839
- Turbo kenwilliamsi Williams, 2008
- Turbo laetus Philippi, 1849
- Turbo lajonkairii (Deshayes, 1839)
- Turbo laminiferus Reeve, 1848
- † Turbo lesperonensis Magne & Vergneau-Saubade, 1971
- Turbo lorenzi Alf & Kreipl, 2015
- † Turbo maderensis Magne & Vergneau-Saubade, 1971
- Turbo magnificus Jonas, 1844
- Turbo marisrubri Kreipl & Alf, 2001
- Turbo markusrufi Kreipl & Alf, 2003
- Turbo marmoratus Linnaeus, 1758
- † Turbo matsuzakiensis Tomida & Kadota, 2012
- Turbo mazatlanicus Pilsbry & H. N. Lowe, 1932
- † Turbo mekamiensis Nishiwada, 1894
- Turbo militaris Reeve, 1848
- † Turbo minoensis Itoigawa, 1960
- Turbo moluccensis Philippi, 1846
- Turbo moolenbeeki Dekkers & Dekker, 2016
- † Turbo moorei Hayward, 1981
- † Turbo multicarinatus Grateloup, 1832
- † Turbo neuvillei Cossmann & Peyrot, 1917
- † Turbo oryctus (Suter, 1917)
- † Turbo ozawai Otsuka, 1938 †
- †Turbo parvuloides Nomura, 1940
- Turbo petholatus Linnaeus, 1758
- Turbo radiatus Gmelin, 1791
- Turbo reevii Philippi, 1847
- Turbo sandwicensis (Pease, 1861)
- † Turbo sanoi Tomida & Kadota, 2012
- Turbo sarmaticus Linnaeus, 1758
- Turbo saxosus W. Wood, 1828
- Turbo sazae Fukuda, 2017 [6]
- Turbo scitulus (Dall, 1919)
- Turbo setosus Gmelin, 1791
- Turbo smithi G.B. Sowerby III, 1886
- Turbo sparverius Gmelin, 1791
- Turbo squamiger Reeve, 1843
- Turbo stenogyrus P. Fischer, 1873
- † Turbo subsetosus d'Orbigny, 1852
- † Turbo tenisoni Finlay, 1927
- Turbo ticaonicus Reeve, 1848: syn. Turbo bruneus (Röding, 1798)
- Turbo tuberculosus Quoy & Gaimard, 1834
- Turbo tursicus (Reeve, 1843)
- Turbo walteri Kreipl & Dekker, 2009
- † Turbo yoshiharuyabei Tomida & Kadota, 2012

## Đồng nghĩa
Các loài sau đây được đưa vào danh pháp đồng nghĩa:
- Turbo aculeatus Allan, 1818: syn. Epitonium muricatum (Risso, 1826)
- Turbo acutus Donovan, 1804: syn. Turbonilla acuta (Donovan, 1804)
- Turbo aegyptius Gmelin, 1791: syn. Rubritrochus declivis (Forsskål in Niebuhr, 1775)
- Turbo aereus Adams J., 1797: syn. Rissoa parva (da Costa, 1778)
- Turbo aethiops Gmelin, 1791: syn. Diloma aethiops (Gmelin, 1791)
- Turbo agonistes Dall & Ochsner, 1928: syn. Turbo scitulus (Dall, 1919)
- Turbo albidus Kanmacher, 1798: syn. Graphis albida (Kanmacher, 1798)
- Turbo albocinctus Link, 1807: syn. Littorina saxatilis (Olivi, 1792)
- Turbo albulus Fabricius O., 1780: syn. Menestho albula (Fabricius, 1780)
- Turbo albus Adams J., 1797: syn. Rissoa parva (da Costa, 1778)
- Turbo amabilis Ozaki, 1954: syn. Bolma guttata (A. Adams, 1863)
- Turbo amussitatus Gould, 1861: syn. Homalopoma amussitatum (Gould, 1861)
- Turbo anguis Gmelin, 1791: syn. Lunella undulata (Lightfoot, 1786)
- Turbo angulatus Eichwald, 1829: syn. Gibbula adriatica (Philippi, 1844)
- Turbo anomala Röding, 1798: syn. Turbo cidaris cidaris Gmelin, 1791
- Turbo archimedis Dillwyn, 1817: syn. Turritella terebra (Linnaeus, 1758)
- Turbo argentata Röding, 1798: syn. Turbo argyrostomus argyrostomus Linnaeus, 1758
- Turbo argenteus Anton, 1839: syn. Turbo argyrostomus argyrostomus Linnaeus, 1758
- Turbo armatus Dillwyn, 1817: syn. Bolma rugosa (Linnaeus, 1767)
- Turbo arsinoensis Issel, 1869: syn. Collonista arsinoensis (Issel, 1869)
- Turbo aruginosa Röding, 1798: syn. Turbo petholatus Linnaeus, 1758
- Turbo ascaris Turton, 1819: syn. Aclis ascaris (Turton, 1819)
- Turbo assimilis Kiener, 1847: syn. Turbo fluctuosus W. Wood, 1828
- Turbo asteriola Dall, 1925: syn. Bolma bartschi Dall, 1913
- Turbo aurantius Kiener, 1847: syn. Turbo smithi G.B. Sowerby III, 1886
- Turbo auriscalpium Linnaeus, 1758: syn. Rissoa auriscalpium (Linnaeus, 1758)
- Turbo ayersi Olsson, 1967: syn. Turbo castanea Gmelin, 1791
- Turbo bicarinatus Woodward, 1833: syn. Littorina littorea (Linnaeus, 1758)
- Turbo bicarinatus G. B. Sowerby I, 1825: syn. Trichotropis bicarinata (Sowerby I, 1825)
- Turbo boswellae Barnard, 1969: syn. Cantrainea boswellae (Barnard, 1969)
- Turbo breviculus Philippi, 1847: syn. Littorina brevicula (Philippi, 1844)
- Turbo briareus Dall, 1881: syn. Arene briareus (Dall, 1881)
- Turbo brunneus Röding, 1798: syn. Turbo bruneus (Röding, 1798)
- Turbo bryereus Montagu, 1803: syn. Schwartziella bryerea (Montagu, 1803)
- Turbo caerulescens Lamarck, 1822: syn. Melarhaphe neritoides (Linnaeus, 1758)
- Turbo calathiscus Montagu, 1808: syn. Alvania cimex (Linnaeus, 1758)
- Turbo calcar Linnaeus, 1758: syn. Astralium calcar (Linnaeus, 1758
- Turbo canaliculatus Gmelin, 1791: syn. Turbo argyrostomus argyrostomus Linnaeus, 1758
- Turbo canalis Montagu, 1803: syn. Lacuna vincta (Montagu, 1803)
- Turbo cancellatus da Costa, 1778: syn. Alvania cancellata (da Costa, 1778)
- Turbo carduus P. Fischer, 1873: syn. Turbo argyrostomus argyrostomus f. carduus P. Fischer, 1873 accepted as Turbo argyrostomus argyrostomus Linnaeus, 1758 (original rank)
- Turbo carinatus Woodward, 1833: syn. Littorina littorea (Linnaeus, 1758)
- Turbo carinatus da Costa, 1778: syn. Alvania carinata (da Costa, 1778)
- Turbo carinatus Cantraine, 1835: syn. Cantrainea peloritana (Cantraine, 1835)
- Turbo cernicus G. B. Sowerby III, 1896: syn. Turbo japonicus Reeve, 1848
- Turbo carneus Lowe, 1825: syn. Margarites groenlandicus (Gmelin, 1791)
- Turbo chemnitzianus Reeve, 1848: syn. Turbo radiatus Gmelin, 1791
- Turbo chinensis Ozawa & Tomida, 1995: syn. Turbo cornutus [Lightfoot], 1786
- Turbo cimex Linnaeus, 1758: syn. Alvania cimex (Linnaeus, 1758)
- Turbo cinereus Born, 1778: syn. Lunella cinerea (Born, 1778)
- Turbo cinereus Couthouy, 1838: syn. Margarites costalis (Gould, 1841)
- Turbo cingillus Montagu, 1803: syn. Cingula trifasciata (J. Adams, 1800)
- Turbo cingulata Röding, 1798: syn. Turbo petholatus Linnaeus, 1758
- Turbo circularis Reeve, 1848: syn. Turbo gruneri Philippi, 1846
- Turbo classicarius J.E. Gray, 1850: syn. Turbo sarmaticus Linnaeus, 1758
- Turbo clathratulus J. Adams, 1798: syn. Epitonium clathratulum (Kanmacher, 1798)
- Turbo clathratulus Kanmacher, 1798: syn. Epitonium clathratulum (Kanmacher, 1798)
- Turbo clathrus Linnaeus, 1758: syn. Epitonium clathrus (Linnaeus, 1758)
- Turbo coccineus Megerle von Mühlfeld, 1816: syn. Homalopoma sanguineum (Linnaeus, 1758)
- Turbo cochlus Gmelin, 1791: syn. Turbo marmoratus Linnaeus, 1758
- Turbo confragosus Gould, 1851: syn. Astralium confragosum (Gould, 1851)
- Turbo conoideus Brocchi, 1814: syn. Megastomia conoidea (Brocchi, 1814)
- Turbo coreensis Recluz, 1853: syn. Turbo granulatus Gmelin, 1791
- Turbo coronatus Gmelin, 1791: syn. Lunella coronata (Gmelin, 1791)
- Turbo costatus Adams J., 1797: syn. Manzonia crassa (Kanmacher, 1798)
- Turbo crassior Montagu, 1803: syn. Lacuna crassior (Montagu, 1803)
- Turbo crassus Kanmacher, 1798: syn. Manzonia crassa (Kanmacher, 1798)
- Turbo cremensis Andrzeiewsky, 1832: syn. Gibbula adriatica (Philippi, 1844)
- Turbo crenatus Linnaeus, 1758: syn. Opalia crenata (Linnaeus, 1758)
- Turbo creniferus Gmelin, 1791: syn. Lunella coronata (Gmelin, 1791)
- Turbo crenulatus Gmelin, 1791: syn. Turbo castanea Gmelin, 1791
- Turbo davidis Röding, 1798 : syn. Littorina saxatilis (Olivi, 1792)
- Turbo declivis Forskål, 1775: syn. Rubritrochus declivis (Forskål, 1775)
- Turbo decussatus Montagu, 1803 : syn. Parthenina decussata (Montagu, 1803)
- Turbo delphinus Linnaeus, 1758: syn. Angaria delphinus (Linnaeus, 1758)
- Turbo depressum Carpenter, 1856: syn. Turbo funiculosus Kiener, 1848
- Turbo diminutus Link, 1807 : syn. Littorina saxatilis (Olivi, 1792)
- Turbo dinegrata Rôding, 1798: syn. Turbo petholatus Linnaeus, 1758
- Turbo discors Allan, 1818 : syn. Alvania discors (Allan, 1818)
- Turbo discrepans Allan, 1818 : syn. Alvania discors (Allan, 1818)
- Turbo distortus Linnaeus, 1758: syn. Angaria delphinus (Linnaeus, 1758)
- Turbo divisus Adams J., 1797 : syn. Ondina divisa (J. Adams, 1797)
- Turbo duplicatus Linnaeus, 1758: syn. Turritella duplicata (Linnaeus, 1758)
- Turbo echinatus Gmelin, 1791: syn. Turbo chrysostomus Linnaeus, 1758
- Turbo elegantissimus Montagu, 1803: syn. Turbonilla lactea (Linnaeus, 1758)
- Turbo elevatus Eydoux & Souleyet, 1852: syn. Prisogaster elevatus (Eydoux & Souleyet, 1852)
- Turbo elongatus Woodward, 1833: syn. Littorina littorea (Linnaeus, 1758)
- Turbo euthymi Jousseaume, 1881: syn. Turbo petholatus Linnaeus, 1758
- Turbo exoletus Linnaeus, 1758: syn. Turritella exoleta (Linnaeus, 1758)
- Turbo expansus Brown in J. Smith, 1839: syn. Littorina fabalis (Turton, 1825)
- Turbo fabalis Turton, 1825: syn. Littorina fabalis (Turton, 1825)
- Turbo fasciata Renieri MS, Brocchi, 1814: syn. Eulima glabra (da Costa, 1778)
- Turbo fasciatus Renieri, 1804: syn. Eulima glabra (da Costa, 1778)
- Turbo ferrugineus Anton, 1839: syn. Turbo argyrostomus argyrostomus Linnaeus, 1758
- Turbo filifer Deshayes, 1863: syn. Leptothyra filifer (Deshayes, 1863)
- Turbo filosus W. Wood, 1828: syn. Turbo cailletii P. Fischer & Bernardi, 1856
- Turbo flammeus Salis Marschlins, 1793: syn. Tricolia pullus pullus (Linnaeus, 1758)
- Turbo fluctuatus Reeve, 1848: syn. Turbo fluctuosus W. Wood, 1828
- Turbo fokkesi Jonas, 1843: syn. Turbo fluctuosus W. Wood, 1828
- Turbo foliaceus Rousseau, 1854: syn. Turbo lamniferus Reeve, 1848
- Turbo folicaeus Philippi, 1847: syn. Turbo lamniferus Reeve, 1848
- Turbo fortispiralis Kreipl & Alf, 2003: syn. Turbo smithi G.B. Sowerby III, 1886
- Turbo grandineus Valenciennes, 1846 : syn. Calliostoma punctulatum (Martyn, 1784)
- Turbo granoliratus G.B. Sowerby III, 1908: syn. Turbo moluccensis Philippi, 1846
- Turbo granosus (Martyn, 1784): syn. Modelia granosa (Martyn, 1784)
- Turbo granulata (Röding, 1798): syn. Turbo castanea Gmelin, 1791
- Turbo granulatus Gmelin, 1791: syn. Lunella granulata (Gmelin, 1791)
- Turbo granulosus Gmelin, 1791: syn. Turbo granulatus Gmelin, 1791
- Turbo graphicus Brown, 1818 : syn. Cingula trifasciata (J. Adams, 1800)
- Turbo groenlandicus Röding, 1798 : syn. Littorina saxatilis (Olivi, 1792)
- Turbo helicinus Phipps, 1774: syn. Margarites helicinus (Phipps, 1774)
- Turbo helicoides Gmelin, 1791: syn. Separatista helicoides (Gmelin, 1791)
- Turbo hemprichii Troschel, 1849: syn. Lunella coronata (Gmelin, 1791)
- Turbo henicus Watson, 1885: syn. Bolma henica (Watson, 1885)
- Turbo heteroclitus Kiener, 1847: syn. Turbo torquatus Gmelin, 1791
- Turbo hippocastanum Lamarck, 1822: syn. Turbo castanea Gmelin, 1791
- Turbo humerosa Smith, 1901: syn. Turbo petholatus Linnaeus, 1758
- Turbo imbricatus Linnaeus, 1758: syn. Turritella imbricata (Linnaeus, 1758)
- Turbo incarnatus Couthouy, 1838: syn. Margarites groenlandicus (Gmelin, 1791)
- Turbo indistinctus Montagu, 1808: syn. Parthenina indistincta (Montagu, 1808)
- Turbo indutus Watson, 1879: syn. Homalopoma indutum (Watson, 1879)
- Turbo insculptus Montagu, 1808: syn. Ondina divisa (J. Adams, 1797)
- Turbo interruptus Adams J., 1800: syn. Rissoa parva (da Costa, 1778)
- Turbo interstinctus J. Adams, 1797: syn. Chrysallida interstincta (J. Adams, 1797)
- Turbo irroratus Say, 1822: syn. Littoraria irrorata (Say, 1822)
- Turbo japonicus Reeve, 1848: syn. Turbo cornutus Lightfoot, 1786
- Turbo jugosus Montagu, 1803: syn. Littorina saxatilis (Olivi, 1792)
- Turbo jungi Lai, 2006: syn. Lunella jungi (Lai, 2006)
- Turbo labiatus Brown, 1827: syn. Littorina arcana Hannaford-Ellis, 1978
- Turbo lacteus Linnaeus, 1758: syn. Turbonilla lactea (Linnaeus, 1758)
- Turbo lacteus Donovan, 1804: syn. Rissoa parva (da Costa, 1778)
- Turbo laetus Montrouzier in Souverbie & Montrouzier, 1863: syn. Collonia granulosa Pease, 1868
- Turbo laevis Pennant, 1777: syn. Melanella alba (da Costa, 1778)
- Turbo lamellosus Philippi, 1846: syn. Turbo lamniferus Reeve, 1848
- Turbo lamellosus Broderip, 1831: syn. Lunella torquata (Gmelin, 1791)
- Turbo lapidifera Röding, 1798: syn. Turbo radiatus Gmelin, 1791
- Turbo lehmanni Menke, 1843: syn. Notogibbula lehmanni (Menke, 1843)
- Turbo litoreus [sic]: syn. Littorina littorea (Linnaeus, 1758)
- Turbo littoreus Linnaeus, 1758: syn. Littorina littorea (Linnaeus, 1758)
- Turbo lucullanus Scacchi, 1833: syn. Fossarus ambiguus (Linnaeus, 1758)
- Turbo ludus Gmelin, 1791: syn. Lunella undulata (Lightfoot, 1786)
- Turbo lugubris Reeve, 1848: syn. Lunella cinerea (Born, 1778)
- Turbo lugubris Kiener, 1847: syn. Lunella ogasawarana Nakano, Takashashi & Ozawa, 2007
- Turbo macandrewii Mörch, 1868: syn. Anadema macandrewii (Mörch, 1868)
- Turbo mammillatus Donovan, E., 1804: syn. Turbo castanea Gmelin, 1791
- Turbo maoa Curtiss, 1938: syn. Turbo setosus Gmelin, 1791
- Turbo martinii W. Wood, 1828: syn. Amaea martinii (W. Wood, 1828)
- Turbo membranaceus Adams J., 1800: syn. Rissoa membranacea (J. Adams, 1800)
- Turbo menkei Thiele, 1930: syn. Turbo haynesi (Preston, 1914)
- Turbo mespilus Gmelin, 1791: syn. Turbo imperialis Gmelin, 1791
- Turbo minimus W. Wood, 1828: syn. Echinolittorina mespillum (Mühlfeld, 1824)
- Turbo minutus Michaud, 1828: syn. Clathrella clathrata (Philippi, 1844)
- Turbo mitzschii Anton, 1838: syn. Turbo saxosus W. Wood, 1828
- Turbo modestus Philippi, 1847: syn. Lunella coronata (Gmelin, 1791)
- Turbo moltkianus Gmelin, 1791: syn. Turbo castanea Gmelin, 1791
- Turbo moniliformis (Röding, 1798): syn. Lunella moniliformis Röding, 1798
- Turbo monilis Turton, 1819: syn. Alvania carinata (da Costa, 1778)
- Turbo muricatus Linnaeus, 1758: syn. Cenchritis muricatus (Linnaeus, 1758)
- Turbo muricatus Nowell-Usticke, 1959: syn. Turbo castanea Gmelin, 1791
- Turbo murreus Reeve, 1848: syn. Isanda murrea (Reeve, 1848)
- Turbo naninus Souverbie in Souverbie & Montrouzier, 1864: syn. Leptothyra nanina (Souverbie in Souverbie & Montrouzier, 1864)
- Turbo natalensis Krauss, 1848: syn. Turbo cidaris natalensis (Krauss, 1848)
- Turbo nautileus Linnaeus, 1767: syn. Gyraulus crista (Linnaeus, 1758)
- Turbo nebulosus Forsskål in Niebuhr, 1775: syn. Monodonta nebulosa (Forsskål in Niebuhr, 1775)
- Turbo necnivosus Iredale, 1929: syn. Turbo smithi G.B. Sowerby III, 1886
- Turbo neritiformis Brown, 1827: syn. Littorina obtusata (Linnaeus, 1758)
- Turbo neritoides Linnaeus, 1758: syn. Melarhaphe neritoides (Linnaeus, 1758)
- Turbo nicobaricus Gmelin, 1791: syn. Chrysostoma paradoxum (Born, 1778)
- Turbo niger W. Wood, 1828: syn. Prisogaster niger (W. Wood, 1828)
- Turbo nigerrimus Gmelin, 1791: syn. Diloma nigerrima (Gmelin, 1791)
- Turbo nitidissimus Montagu, 1803: syn. Ebala nitidissima (Montagu, 1803)
- Turbo nitzschii Anton, 1839: syn. Turbo saxosus W. Wood, 1828
- Turbo nivosa Reeve, 1848: syn. Turbo tuberculosus Quoy & Gaimard, 1834
- Turbo nivosus Montagu, 1803: syn. Chrysallida nivosa (Montagu, 1803)
- Turbo obligatus Say, 1822: syn. Littorina saxatilis (Olivi, 1792)
- Turbo obscura Röding, 1798: syn. Turbo petholatus Linnaeus, 1758
- Turbo obscurus Couthouy, 1838: syn. Solariella obscura (Couthouy, 1838)
- Turbo obsoletus Gmelin, 1791: syn. Turritella exoleta (Linnaeus, 1758)
- Turbo obtusatus Linnaeus, 1758: syn. Littorina obtusata (Linnaeus, 1758)
- Turbo olearius Linnaeus, 1758: syn. Turbo marmoratus Linnaeus, 1758
- Turbo olivaceus Brown, 1827: syn. Margarites olivaceus (Brown, 1827)
- Turbo ovalis da Costa, 1778: syn. Acteon tornatilis (Linnaeus, 1758)
- Turbo palliatus Say, 1822: syn. Littorina obtusata (Linnaeus, 1758)
- Turbo pallidus Donovan, 1804: syn. Lacuna crassior (Montagu, 1803)
- Turbo pallidus Perry, G., 1811: syn. Turbo argyrostomus Linnaeus, 1758
- Turbo papyraceus Gmelin, 1791: syn. Pseudostomatella papyracea (Gmelin, 1791)
- Turbo parvulus Philippi, 1849: syn. Turbo smithi G.B. Sowerby III, 1886
- Turbo parvus da Costa, 1778: syn. Rissoa parva (da Costa, 1778)
- Turbo peloritanus Cantraine, 1835: syn. Cantrainea peloritana (Cantraine, 1835)
- Turbo perdix Wood, 1828: syn. Phasianella ventricosa Swainson, 1822
- Turbo permundus Iredale, 1929: syn. Turbo argyrostomus argyrostomus Linnaeus, 1758
- Turbo pethiolatus Swainson, 1840: syn. Turbo sarmaticus Linnaeus, 1758
- Turbo phasianellus Deshayes, 1863: syn. Calliotrochus marmoreus (Pease, 1861)
- Turbo picta Röding, 1798: syn. Lunella cinerea (Born, 1778)
- Turbo pictus da Costa, 1778: syn. Tricolia pullus picta (da Costa, 1778)
- Turbo pileolum Reeve, 1842: syn. Astralium pileolum (Reeve, 1842)
- Turbo planorbis Fabricius O., 1780: syn. Skeneopsis planorbis (O. Fabricius, 1780)
- Turbo plicatus Megerle von Mühlfeld, 1824: syn. Manzonia crassa (Kanmacher, 1798)
- Turbo plicatus Montagu, 1803: syn. Odostomia plicata (Montagu, 1803)
- Turbo politus Linnaeus, 1758: syn. Melanella polita (Linnaeus, 1758)
- Turbo ponsonbyi Sowerby III, 1897: syn. Bothropoma ponsonbyi (Sowerby, 1897)
- Turbo porcatus Reeve, 1848: syn. Lunella cinerea (Born, 1778)
- Turbo porphyrites Gmelin, 1791: syn. Lunella cinerea (Born, 1778)
- Turbo porphyrites [sic, porphyria]: syn. Turbo petholatus Linnaeus, 1758
- Turbo princeps Philippi, 1846: syn. Turbo argyrostomus argyrostomus Linnaeus, 1758
- Turbo psittacinus Philippi, 1846: syn. Turbo argyrostomus argyrostomus Linnaeus, 1758
- Turbo pulcher (Rehder, 1943): syn. Turbo haraldi Robertson, 1957
- Turbo pulcher Reeve, 1842: syn. Turbo kenwilliamsi Williams, 2008
- Turbo pulcherrimus Noodt, 1819: syn. Calliostoma (Maurea) punctulatum (Martyn, 1784) represented as Calliostoma punctulatum (Martyn, 1784)
- Turbo pullus Linnaeus, 1758: syn. Tricolia pullus (Linnaeus, 1758)
- Turbo pumiceus Brocchi, 1814: syn. Cirsotrema cochlea (G. B. Sowerby II, 1844)
- Turbo punctatus Kanmacher, 1798: syn. Marshallora adversa (Montagu, 1803)
- Turbo punctatus Gmelin, 1791: syn. Echinolittorina punctata (Gmelin, 1791)
- Turbo punctura Montagu, 1803: syn. Alvania punctura (Montagu, 1803)
- Turbo purpureus Risso, 1826: syn. Clanculus cruciatus (Linnaeus, 1758)
- Turbo pustulata Reeve, 1843: syn. Turbo squamiger Reeve, 1843
- Turbo pustulatus Reeve, 1848: syn. Turbo squamiger Reeve, 1843
- Turbo puteolus Turton, 1819: syn. Lacuna parva (da Costa, 1778)
- Turbo pyropus Reeve, 1848: syn. Yaronia pyropus (Reeve, 1848)
- Turbo quadricarinatus Brocchi, 1814: syn. Mathilda quadricarinata (Brocchi, 1814)
- Turbo quadrifasciatus Montagu, 1803: syn. Lacuna vincta (Montagu, 1803)
- Turbo radiatus Reeve, 1848: syn. Turbo intercostalis Menke, 1846
- Turbo radina Webster, 1905: syn. Turbo smaragdus Gmelin, 1791
- Turbo replicatus Linnaeus, 1758: syn. Turritella duplicata (Linnaeus, 1758)
- Turbo reticulatus J. Adams, 1797: syn. Alvania beanii (Hanley in Thorpe, 1844)
- Turbo reticulatus Montagu, 1803: syn. Alvania beanii (Hanley in Thorpe, 1844)
- Turbo reticulatus Donovan, 1804: syn. Marshallora adversa (Montagu, 1803)
- Turbo retusus Lamarck, 1822: syn. Littorina obtusata (Linnaeus, 1758)
- Turbo rissoanus Delle Chiaje, 1828: syn. Rissoa variabilis (Von Mühlfeldt, 1824)
- Turbo ruber J. Adams, 1797: syn. Barleeia unifasciata (Montagu, 1803)
- Turbo rubicundus Chemnitz: syn. Turbo granosus (Martyn, 1784)
- Turbo rudis Maton, 1797: syn. Littorina saxatilis (Olivi, 1792)
- Turbo rudissimus Johnston, 1842: syn. Littorina saxatilis (Olivi, 1792)
- Turbo rugosus Linnaeus, 1767: syn. Bolma rugosa (Linnaeus, 1767)
- Turbo rugosus Brown, 1818: syn. Tornus subcarinatus (Montagu, 1803)
- Turbo sangarensis Schrenck, 1861: syn. Homalopoma sangarense (Schrenck, 1861)
- Turbo sanguineus de Folin, 1868: syn. Collonista purpurata (Deshayes, 1863)
- Turbo sanguineus Linnaeus, 1758: syn. Homalopoma sanguineum (Linnaeus, 1758)
- Turbo saxatilis Olivi, 1792: syn. Littorina saxatilis (Olivi, 1792)
- Turbo scabrosus Preston, 1914: syn. Turbo lamniferus Reeve, 1848
- Turbo scalaris Linnaeus, 1758: syn. Epitonium scalare (Linnaeus, 1758)
- Turbo semicostatus Pease, 1861: syn. Turbo argyrostomus argyrostomus Linnaeus, 1758
- Turbo semicostatus Montagu, 1803: syn. Onoba semicostata (Montagu, 1803)
- Turbo semilugubris Deshayes, 1863: syn. Vaceuchelus semilugubris (Deshayes, 1863)
- Turbo semistriatus Montagu, 1808: syn. Crisilla semistriata (Montagu, 1808)
- Turbo separatista Dillwyn, 1817: syn. Separatista helicoides (Gmelin, 1791)
- Turbo seruiensis Smits & Moolenbeek, 1995: syn. Turbo moluccensis Philippi, 1846
- Turbo shandi Hutton, 1873: syn. Turbo granosus (Martyn, 1784)
- Turbo shepeianus J. Adams, 1798: syn. Onoba semicostata (Montagu, 1803)
- Turbo shepeianus Kanmacher, 1798: syn. Onoba semicostata (Montagu, 1803)
- Turbo siamea Röding, 1798: syn. Turbo cornutus Lightfoot, 1786
- Turbo siculus Brugnone, 1850: syn. Echinolittorina punctata (Gmelin, 1791)
- Turbo smaragdus Gmelin, 1791: syn. Lunella smaragdus (Gmelin, 1791)
- Turbo somnueki Patamakanthin, 2001: syn. Turbo tursicus (Reeve, 1843)
- Turbo speciosus Mühlfeld, 1824: syn. Tricolia speciosa (Mühlfeld, 1824)
- Turbo speciosus Reeve, 1848: syn. Turbo argyrostomus perspeciosus (Iredale, 1929)
- Turbo spenglerianus Gmelin, 1791: syn. Turbo canaliculatus Hermann, 1781
- Turbo spinosus Gmelin, 1791: syn. Turbo radiatus Gmelin, 1791
- Turbo spiralis Montagu, 1803: syn. Chrysallida pellucida (Dillwyn, 1817)
- Turbo splendidulus G.B. Sowerby III, 1886: syn. Turbo laetus Philippi, 1849
- Turbo squamosa Röding, 1798: syn. Turbo bruneus (Röding, 1798)
- Turbo squamosus J.E. Gray, 1847: syn. Turbo lamniferus Reeve, 1848
- Turbo stamineus Martyn, 1784: syn. Turbo torquatus Gmelin, 1791
- Turbo stellaris Gmelin, 1791: syn. Astralium stellare (Gmelin, 1791)
- Turbo striatulus da Costa, 1778: syn. Alvania carinata (da Costa, 1778)
- Turbo striatulus Montagu, 1803: syn. Alvania carinata (da Costa, 1778)
- Turbo striatulus Linnaeus, 1758: syn. Turbonilla striatula (Linnaeus, 1758)
- Turbo striatus J. Adams, 1797: syn. Onoba semicostata (Montagu, 1803)
- Turbo subcastaneus Pilsbry, 1888: syn. Turbo squamiger Reeve, 1843
- Turbo subluteus Adams J., 1797: syn. Rissoa parva (da Costa, 1778)
- Turbo subtruncatus Montagu, 1803: syn. Truncatella subcylindrica (Linnaeus, 1767)
- Turbo subulatus Donovan, 1804: syn. Eulima glabra (da Costa, 1778)
- Turbo subumbilicatus Montagu, 1803: syn. Peringia ulvae (Pennant, 1777)
- Turbo sulcatus Woodward, 1833: syn. Littorina littorea (Linnaeus, 1758)
- Turbo sulcatus Leach, 1852: syn. Littorina compressa Jeffreys, 1865
- Turbo taeniatus G.B. Sowerby I, 1825: syn. Photinastoma taeniatum (G. B. Sowerby I, 1825)
- Turbo tautiranus Curtiss, 1938: syn. Littoraria coccinea (Gmelin, 1791)
- Turbo taylorianus E.A. Smith, 1880: syn. Bolma tayloriana (E. A. Smith, 1880)
- Turbo tenebrosus Montagu, 1803: syn. Littorina saxatilis (Olivi, 1792)
- Turbo terebellum Dillwyn, 1817: syn. Niso terebellum (Dillwyn, 1817)
- Turbo terebra Linnaeus, 1758: syn. Turritella terebra (Linnaeus, 1758)
- Turbo tessellatus Kiener, 1848: syn. Turbo fluctuosus W. Wood, 1828
- Turbo torcularis Born, 1778: syn. Turritella exoleta (Linnaeus, 1758)
- Turbo torquatus Gmelin, 1791: syn. Lunella torquata (Gmelin, 1791)
- Turbo tricarinulatus Euthyme, 1885: syn. Turbo cidaris cidaris Gmelin, 1791
- Turbo tricolor Risso, 1826: syn. Melarhaphe neritoides (Linnaeus, 1758)
- Turbo tricostatus Hutton, 1884: syn. Lunella smaragdus (Gmelin, 1791)
- Turbo trifasciatus J. Adams, 1800: syn. Cingula cingillus (Montagu, 1803)
- Turbo trochiformis Born, 1778: syn. Trochita trochiformis (Born, 1778)
- Turbo trochoides Reeve, 1848: syn. Lunella coronata (Gmelin, 1791)
- Turbo truncatus Montagu, 1803: syn. Truncatella subcylindrica (Linnaeus, 1767)
- Turbo tuberculata Röding, 1798: syn. Turbo squamiger Reeve, 1843
- Turbo tuberculatus W. Wood, 1828: syn. Tectarius antonii (Philippi, 1846)
- Turbo tuberculatus Kiener, 1847: syn. Turbo radiatus Gmelin, 1791
- Turbo tumidulus Reeve, 1848: syn. Turbo radiatus Gmelin, 1791
- Turbo turbinopsis Lamarck, 1822: syn. Turbo lamniferus Reeve, 1848
- Turbo turriformis Preston, 1914: syn. Turbo lamniferus Reeve, 1848
- Turbo turtonis Turton, 1819: syn. Epitonium turtonis (Turton, 1819)
- Turbo ulvae Pennant, 1777: syn. Peringia ulvae (Pennant, 1777)
- Turbo undulata Röding, 1798: syn. Turbo marmoratus Linnaeus, 1758
- Turbo undulatus Lightfoot, 1786: syn. Lunella undulata (Lightfoot, 1786)
- Turbo ungulinus Linnaeus, 1758: syn. Turritella ungulina (Linnaeus, 1758)
- Turbo unicus Montagu, 1803: syn. Graphis albida (Kanmacher, 1798)
- Turbo unidentatus Montagu, 1803: syn. Odostomia unidentata (Montagu, 1803)
- Turbo unifasciatus Montagu, 1803: syn. Barleeia unifasciata (Montagu, 1803)
- Turbo ustulatus Lamarck, 1822: syn. Littorina littorea (Linnaeus, 1758)
- Turbo variegatus Linnaeus, 1758: syn. Turritella variegata (Linnaeus, 1758)
- Turbo venezuelensis Weisbord, 1962: syn. Turbo castanea Gmelin, 1791
- Turbo ventricosus Woodward, 1833: syn. Littorina littorea (Linnaeus, 1758)
- Turbo ventrosus Montagu, 1803: syn. Ecrobia ventrosa (Montagu, 1803)
- Turbo venustus Philippi, 1845: syn. Turbo saxosus W. Wood, 1828
- Turbo verconis Iredale, 1937: syn. Turbo jourdani Kiener, 1839
- Turbo vericulum Röding, 1798: syn. Turbo setosus Gmelin, 1791
- Turbo vermicularis Brocchi, 1814: syn. Turritella vermicularis (Brocchi, 1814)
- Turbo versicolor Nowell-Usticke, 1959: syn. Turbo castanea Gmelin, 1791
- Turbo versicolor Gmelin, 1791: syn. Lunella cinerea (Born, 1778)
- Turbo vestitus Say, 1822: syn. Littorina saxatilis (Olivi, 1792)
- Turbo vieuxi Payraudeau, 1826: syn. Tricolia speciosa (Megerle von Mühlfeld, 1824)
- Turbo vinctus Montagu, 1803: syn. Lacuna vincta (Montagu, 1803)
- Turbo virens Anton, 1839: syn. Turbo castanea Gmelin, 1791
- Turbo viridana Röding, 1798: syn. Lunella coronata (Gmelin, 1791)
- Turbo viridicallus (Jousseaume, 1898): syn. Lunella viridicallus (Jousseaume, 1898)
- Turbo vitreus Montagu, 1803: syn. Hyala vitrea (Montagu, 1803)
- Turbo vittatus Donovan, 1804: syn. Cingula trifasciata (J. Adams, 1800)
- Turbo zebra Wood, 1828: syn. Echinolittorina peruviana (Lamarck, 1822)
- Turbo zebra Donovan, 1825: syn. Littoraria zebra (Donovan, 1825)
- Turbo zetlandicus Montagu, 1815: syn. Alvinia zetlandica Montagu, 1815

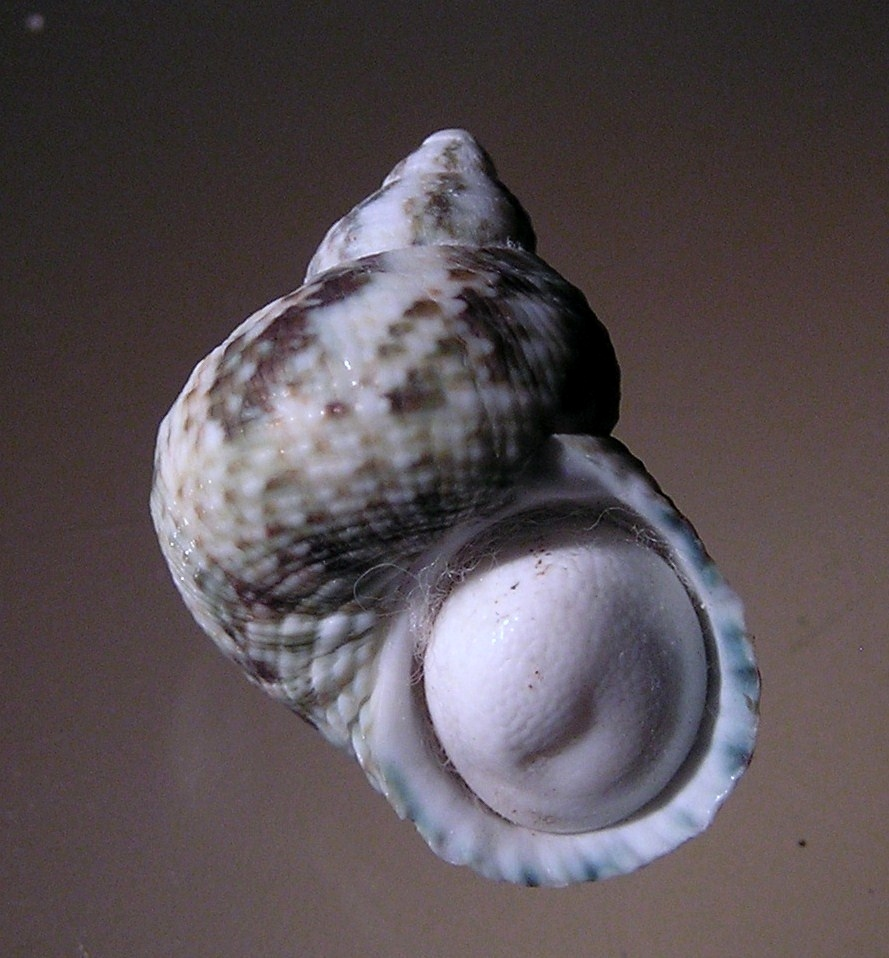
Vỏ và nắp của Turbo tuberculosus

Các loài sau đây là nomina nuda (tên không được công bố kèm mô tả đầy đủ):
- Turbo curvatus Chiereghini MS, Brusina, 1870 (nomen nudum): được chấp nhận là Eulima philippii Weinkauff, 1868

Các loài sau đây là đại diện thay thế:
- Turbo setosus Gmelin, 1843 đại diện là Turbo setosus Gmelin, 1791 (đại diện thay thế)

Các loài sau đây là nomina dubia (tên chưa biết hoặc nghi ngờ):
- Turbo articulatus Reeve, 1848 (nomen dubium)
- Turbo concinnus Philippi, 1846 (nomen dubium)
- Turbo crellenus Linnaeus, 1758 (nomen dubium)
- Turbo disjunctus Anton, 1838 (nomen dubium)
- Turbo elegans Philippi, 1846 (nomen dubium)
- Turbo margaritaceus Linnaeus, 1758 (nomen dubium)
- Turbo pustulatus Brocchi, 1821 (nomen dubium)
- Turbo variabilis Reeve, 1842 (nomen dubium)

Tên tạm thời:
- † Turbo genulatus Brocchi, 1814

Các loài sau đây là species inquirenda (tên có giá trị không chắc chắn hoặc còn tranh cãi):
- Turbo regenfusii Deshayes, 1843